# Nana (rapper)
Nana Kwame Abrokwa (n. 5 octombrie 1968, Accra, Ghana) este un rapper și D.J. german, care cântă sub pseudonimul Nana sau Darkman / Nana. Nana nu este un nume real în primul rând, dar este un titlu de noblețe din Ghana. Realizarea lui cea mai importantă a venit în a doua jumătate a anilor 1990, atunci când stilul lui a fost caracterizat ca "euro-rap" și versurile lui se concentrau pe relația cu Dumnezeu, cu familia sa, sau pe teme cum ar fi rasismul și Holocaustul.

## Biografie
Nana a ajuns în Hamburg cu mama și frații săi la vârsta de 10 ani. La începutul anilor 90, debutul lui consta în a fi D.J. în cluburi de hip-hop. El a fost coproducător și a cântat în unele cântece ale lui DJ David Fascher ("Here We Go", "Make The Crowd Go Wild"), sub pseudonimul MC Africa True.
În 1995, el se alătură euro-proiectului Darkness, care a fost produs de Bülent Aris și Toni Cottura. Piesa In My Dreams devine un hit de club, dar Nana nu se simte foarte confortabil cu stilul adoptat și s-a separat de grup. Cu toate acestea, numele lui de scenă curent, Darkman, provine de la acest moment.
În 1996, Aris și Cottura au fondat stilul de Muzică Booya, Nana s-a alăturat în calitate de primul artist. Primul single, Darkman a ajuns în top 10 din Germania. Single-ul, Lonely a devenit cea mai de succes melodie euro-rap, fiind nr. 1 pentru câteva săptămâni. Albumul, Nana, lansat în 1997, este mai mult în stilul american de rap.
Al doilea album, Father, a fost lansat în mai 1998 și conține piese destul de lente cu versuri foarte personale. Piesele "Too Much Heaven" și "War" au fost, de asemenea, prezente pe albumule tribut Love The Bee Gees și Hands on Motown.
La sfârșitul anului 1999, Nana a lansat single-ul "I Wanna Fly". La începutul anului 2001 a lansat cântecul Du wirst sehen (în limba germană), care nu a fost apreciat de fanii internaționali.
După o pauză lungă, în vara anului 2004, Nana a lansat în cele din urmă albumul All Doors In Flight No. 7. Albumul a fost distribuit exclusiv prin Internet, prin intermediul site-ului oficial al lui Nana.

## Discografie

### Albume de studio
| Anul | Titlu                     | Locul în topuri | Locul în topuri | Locul în topuri | Certificări                        |
| Anul | Titlu                     | AUT             | GER             | SWI             | Certificări                        |
| ---- | ------------------------- | --------------- | --------------- | --------------- | ---------------------------------- |
| 1997 | Nana                      | 22              | 4               | 6               | GER: Gold 250.000 SWI: Gold 15.000 |
| 1998 | Father                    | 17              | 4               | 8               |                                    |
| 2004 | All Doors in Flight No. 7 | –               | –               | –               |                                    |
| 2008 | 12 Y.O.                   | –               | –               | –               |                                    |
| 2010 | Stand Up                  | –               | –               | –               |                                    |

### Compilații
- 2002: The Best

### Single
| Anul    | Titlu                         | Locul în topuri | Locul în topuri | Locul în topuri | Locul în topuri | Locul în topuri | Certificări           | Album           |
| Anul    | Titlu                         | AUT             | NET             | GER             | NOR             | SWI             | Certificări           | Album           |
| ------- | ----------------------------- | --------------- | --------------- | --------------- | --------------- | --------------- | --------------------- | --------------- |
| 1996/97 | Darkman                       | -               | 71              | 9               | -               | 20              |                       | Nana            |
| 1997    | Lonely                        | 2               | -               | 1               | 3               | 1               | GER: Platinum 500.000 | Nana            |
| 1997    | Let It Rain                   | 22              | -               | 12              | -               | 48              |                       | Nana            |
| 1997    | He's Comin'                   | 14              | -               | 4               | -               | 11              | GER: Gold 250.000     | Nana            |
| 1997    | Bible In My Hand (with U.B.F) | -               | -               | 54              | -               | -               |                       | Non Album Track |
| 1997/98 | Too Much Heaven               | 6               | -               | 2               | -               | 7               | GER: Gold 250.000     | Father          |
| 1998    | Remember The Time             | 10              | -               | 6               | -               | 10              | GER: Gold 250.000     | Father          |
| 1998    | Dreams                        | -               | -               | 18              | -               | -               |                       | Father          |
| 1999    | I Wanna Fly (Like An Eagle)   | -               | -               | 84              | -               | -               |                       | Non Album Track |

Melodii care nu au ajuns în topuri:
- Du wirst sehen - 14.04.2001
- Butterfly/Ride With Me - 12.07.2004
- Ride With Me - 26.02.2005
- My Get Away - 2008

## Premii
- 1997: Comet Award pentru "Best German debut"
- 1998: ECHO pentru "Most successful German debut"
- 1998: ECHO pentru "Most successful German artist"
- 1998: Comet Award pentru "Best German act"